# کمال مشحون
کمال مشحون (درگذشته ۲۰ شهریور ۱۳۹۸) بازیکن بسکتبال و رئیس فدراسیون بسکتبال ایران بود.
وی در بازی‌های آسیایی ۱۹۵۱ کاپیتان تیم ملی بسکتبال ایران بود و در این مسابقات به مدال برنز دست یافته بود، مشحون همچنین در سال‌های ۱۳۵۶ و ۱۳۵۷ نیز ریاست فدراسیون بسکتبال ایران را بر عهده داشت. وی برادر بزرگتر محمود مشحون رئیس سابق فدراسیون بسکتبال ایران بوده‌است.